# Fujio Shota
Shota Fujio (sinh ngày 2 tháng 5 năm 2001) là một cầu thủ bóng đá người Nhật Bản.

## Sự nghiệp câu lạc bộ
Shota Fujio đã từng chơi cho Cerezo Osaka.